# Calamus moorhousei
Calamus moorhousei är en enhjärtbladig växtart som beskrevs av Caetano Xavier Furtado. Calamus moorhousei ingår i släktet Calamus och familjen Arecaceae. Inga underarter finns listade i Catalogue of Life.